# Презрението (филм)
„Презрението“ (на френски: Le Mépris) е френска драма от 1963 година на режисьора Жан-Люк Годар по негов сценарий.

## Сюжет
Филмът започва с дълга сцена в леглото. Пол е известен писател и прекарва време със съпругата си, очарователната стенографка Камила. Пол е идеалист, но е принуден да печели пари, пишейки нискокачествени криминални сценарии.
На остров Капри се готвят да заснемат филм на основата на „Одисея“ с осигурен американски бюджет, но с европейски екип. Фриц Ланг е режисьор на бъдещия филм, той ще премахне ясната художествена основа и ще намери нов прочит за безсмъртието на Омир. Продуцентът Джереми Прокош смята, че режисьорските планове са твърде неясни. Той иска да направи филм с ръкопашен бой и голи момичета. Нарежда на Пол да преработи сценария.
Пол се предава на холивудското изкушение, защото иска с парите от този проект да плати апартамента, за който Камила толкова мечтае. Опитвайки се да спечели продуцента Прокош, той го представя на жена си. Забелязвайки, че продуцентът я харесва, „му дава“ като позволение да прекарва свободно време с нея. Тя се чувства унизена и разочарована от съпруга си. Заради това, че предава идеалите си, тя го кара да се откаже от комерсиалния филм и чувства само презрение към съпруга си (оттам и името на филма).
На финала Камила изоставя съпруга си, заминава в компанията на продуцента с луксозния му автомобил, но катастрофират и загиват. Смазан от всичко, което се е случило, Пол се завръща на работа в театъра, а Ланг завършва филма сам.

## В ролите
| Изпълнител    | Роля                |
| ------------- | ------------------- |
| Брижит Бардо  | Камила Жавал        |
| Джак Паланс   | Джереми Прокош      |
| Мишел Пиколи  | Пол Жавал           |
| Фриц Ланг     | Режисьора Фриц Ланг |
| Джорджия Мол  | Франческа Ванини    |
| Жан-Люк Годар | Асистент режисьора  |
| Раул Кутар    | Оператора           |